# Битовња
Битовња је планина у Босни и Херцеговини, 10 км северно од Коњица. Према истоку се наставља на Иван-планину, а према северозападу и западу на Погорелицу и Зец-планину. Она је хидрографско развође измегу црноморског и јадранског слива. На њој је извориште реке Жељезница, притоке Фојничке реке и Црне реке (притоке Лепенице) које припадају сливу Босне и  Трешанице и Краљушћице притока Неретве односно Јабланичког језера. Највиши врх је врх Чадори 1.700 м. Богата је водом и многобројним изворима. До висине од 1.500 м има мешовите и црногоричне шуме, а на највиши делови су пашњаци.